# Diócesis de Nancy
La diócesis de Nancy (en latín: Dioecesis Nanceiensis y en francés: Diocèse de Nancy-Toul) es una circunscripción eclesiástica de la Iglesia católica en Francia. Se trata de una diócesis latina, sufragánea de la arquidiócesis de Besanzón. Desde el 6 de abril de 2023 su obispo y primado de Lorena es Pierre-Yves Michel, quien lleva además el título de obispo de Toul (en latín: Dioecesis Tullensis).

## Territorio y organización

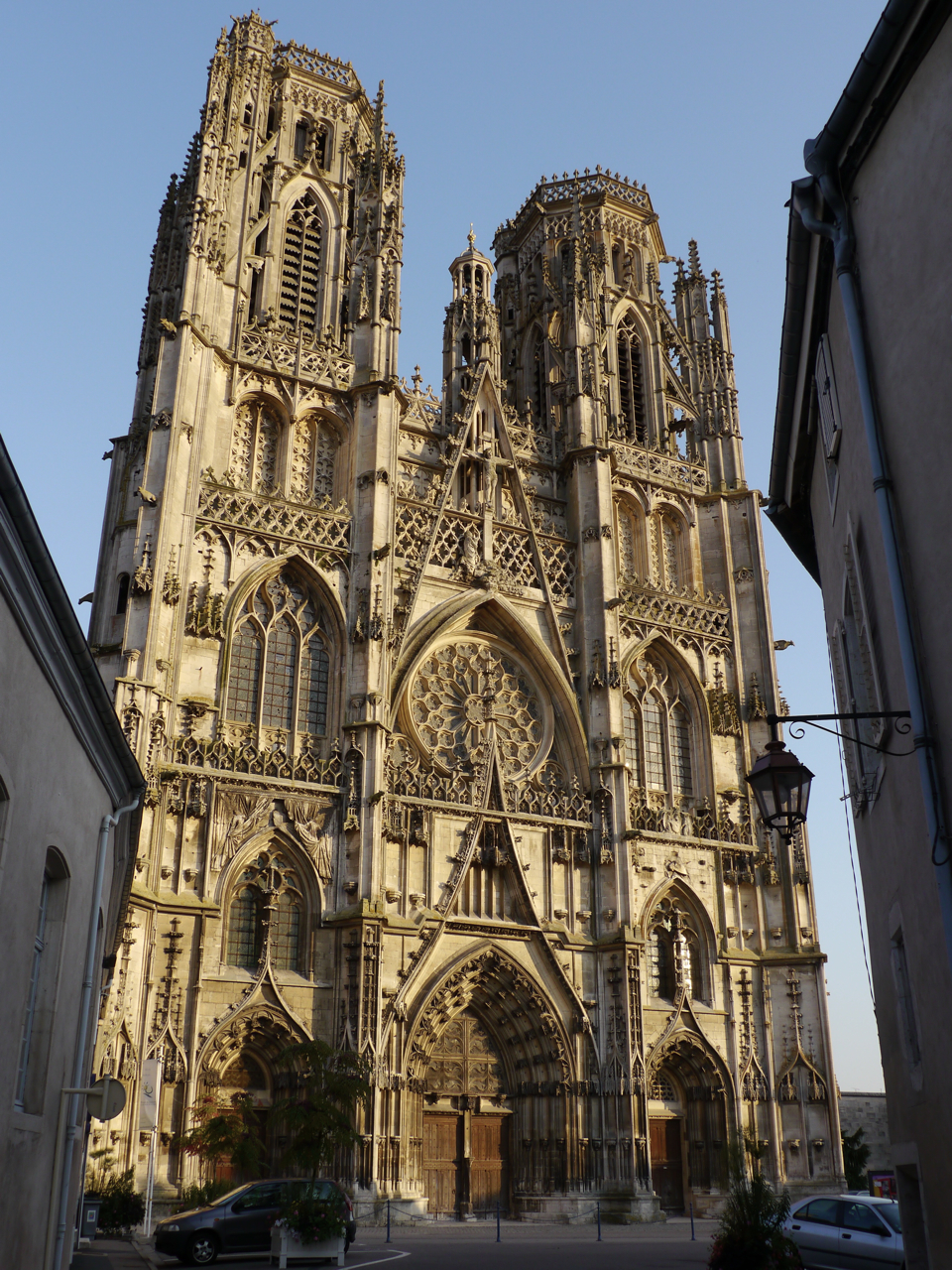
Excatedral de San Esteban, en Toul

La diócesis tiene 527 km² y extiende su jurisdicción sobre los fieles católicos de rito latino residentes en el departamento de Meurthe y Mosela de la región de Lorena.

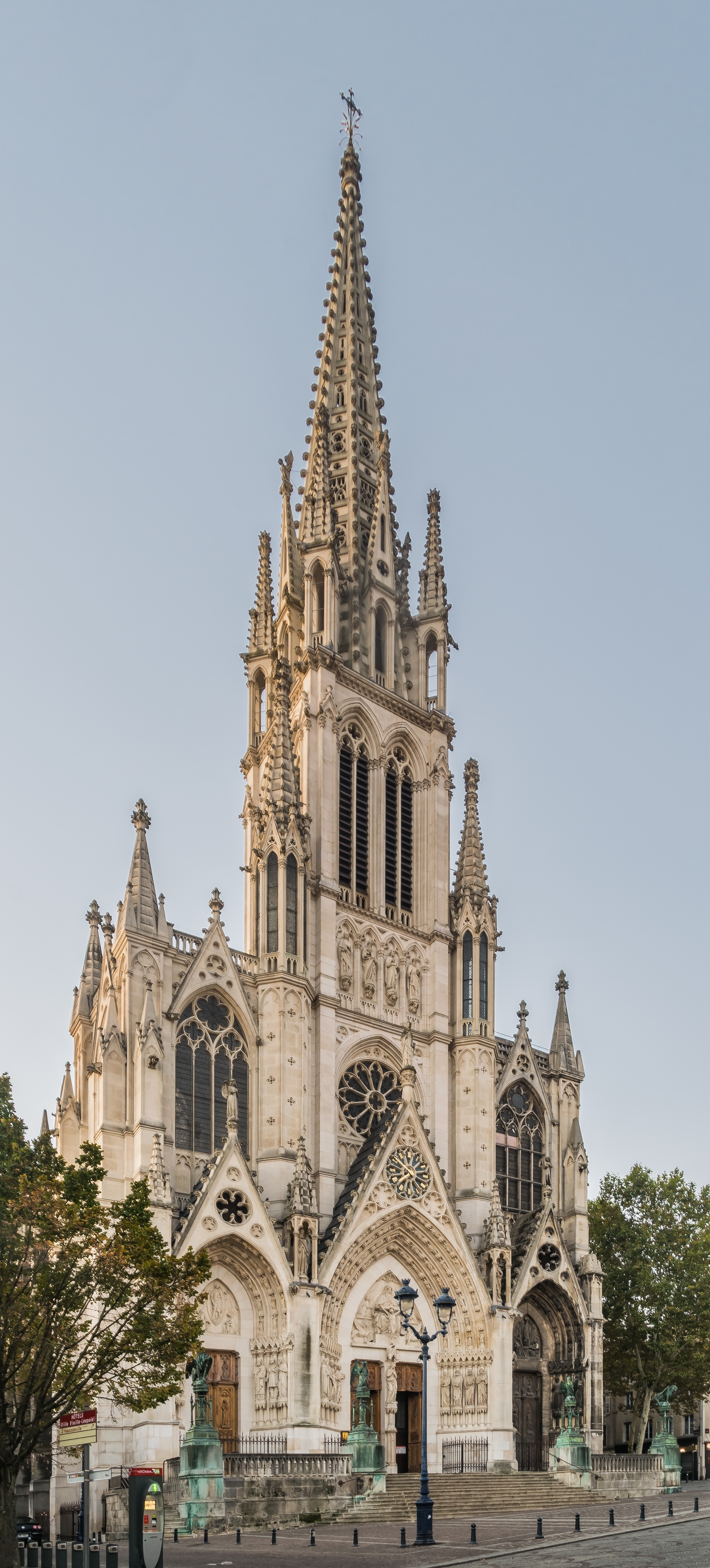
Basílica de San Evre, en Nancy

La sede de la diócesis se encuentra en la ciudad de Nancy, en donde se halla la Catedral de la Anunciación y las basílicas de: Nuestra Señora de Lourdes, Sagrado Corazón y San Evre. En Toul se encuentra la excatedral de San Esteban, en Saxon-Sion la basílica de Nuestra Señora de Sión, y en Saint-Nicolas-de-Port la basílica de San Nicolás.

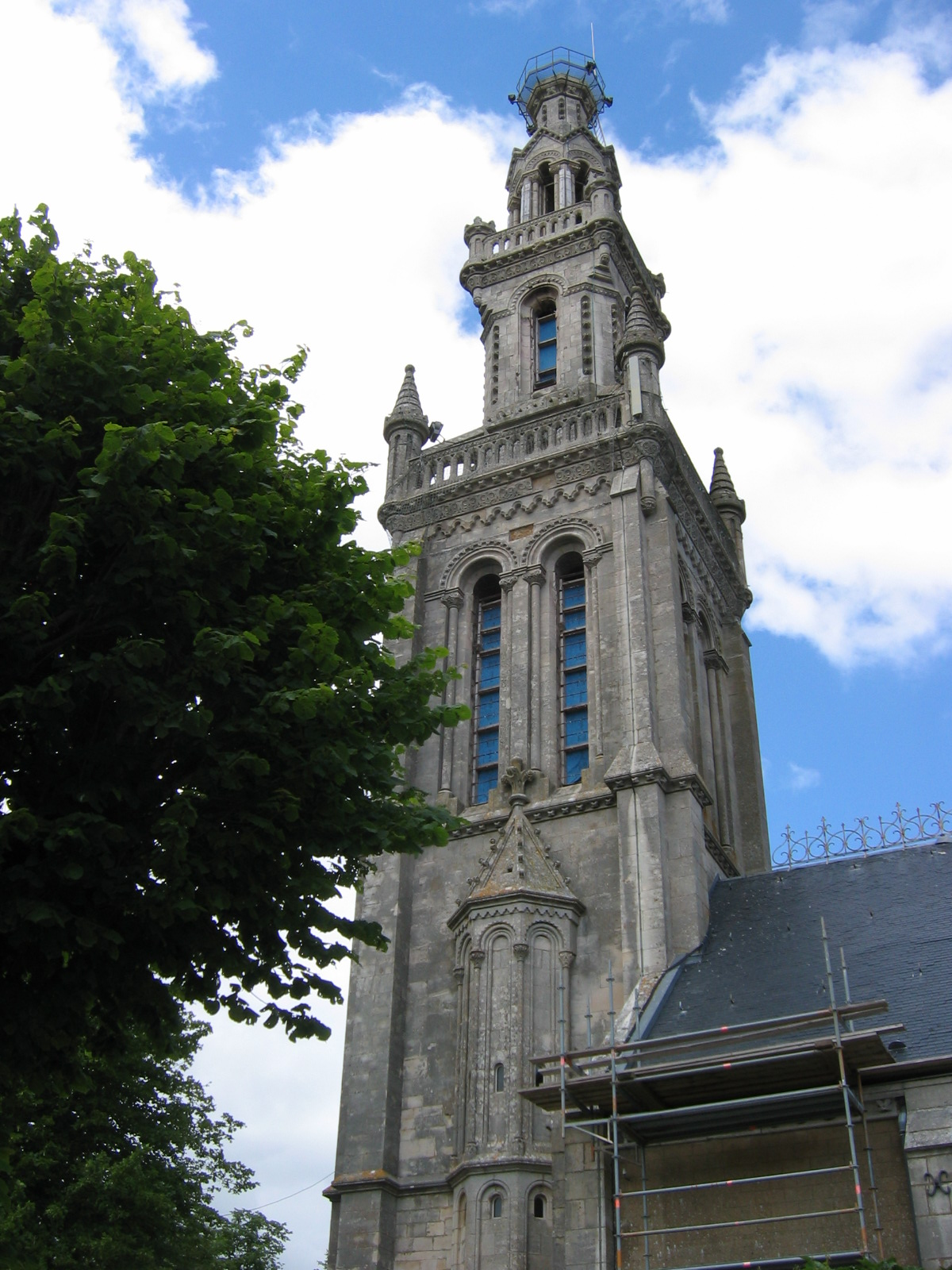
Basílica de Nuestra Señora de Sión, en Saxon-Sion

En 2021 en la diócesis existían 55 parroquias agrupadas en 10 sectores pastorales.

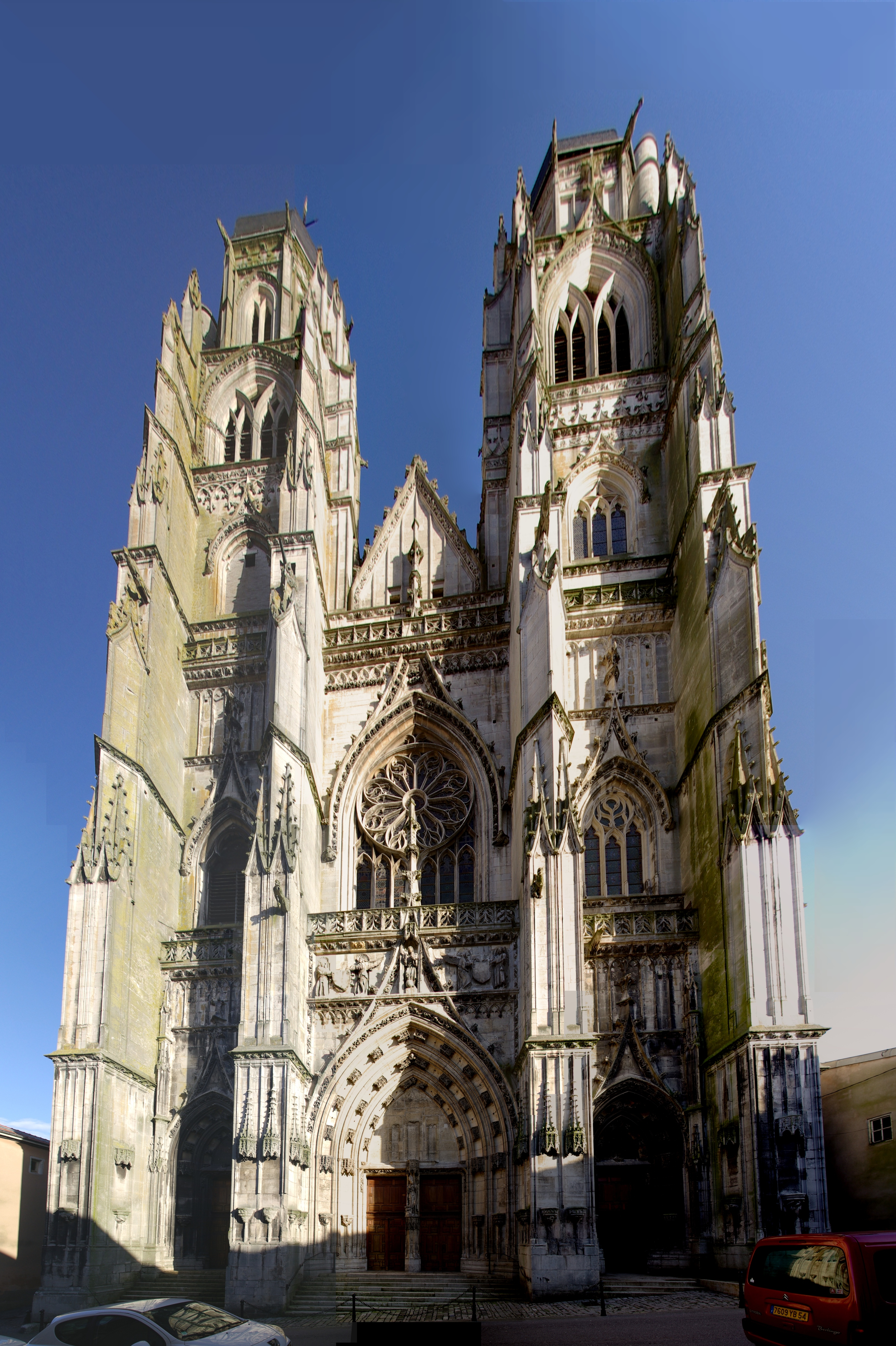
Basílica de San Nicolás, en Saint-Nicolas-de-Port

## Historia
La diócesis de Nancy fue erigida el 19 de noviembre de 1777 con la bula Ad universam agri del papa Pío VI, obteniendo el territorio de la diócesis de Toul. Originalmente era sufragánea de la arquidiócesis de Tréveris.
Ya en 1597 Carlos III de Lorena pidió al papa Clemente VIII que resolviera la situación por la que el Ducado de Lorena estaba sujeto a la jurisdicción eclesiástica de un obispo francés mediante la erección de una nueva diócesis en Nancy. Sin embargo, el papa concedió a Nancy la dignidad primacial con una bula del 15 de marzo de 1602, garantizando al nuevo primado de Lorena el derecho a llevar las insignias episcopales, pero sin jurisdicción episcopal. El primado era el cargo del máximo prelado, no siempre obispo, del ducado de Lorena, teniendo su propia "iglesia primacial" (hoy catedral de Nancy). El primer primado fue el cardenal Carlos de Lorena (1567-1607), obispo de Metz y luego de Estrasburgo; cinco de los seis primeros primados (entre 1602 y 1722) pertenecieron a la Casa de Lorena. En 1777 el título se unió al de obispo de la nueva diócesis de Nancy.
Tras el concordato con la bula Qui Christi Domini del papa Pío VII del 29 de noviembre de 1801, Nancy se convirtió en sufragánea de la arquidiócesis de Besanzón e incorporó el territorio de las diócesis suprimidas de Saint-Dié y Verdún, que fueron restablecidas el 6 de octubre de 1822 mediante la bula Paternae charitatis del papa Pío VII, y de Toul, que fue definitivamente suprimida.
El 20 de febrero de 1824 los obispos de Nancy obtuvieron el título de obispos de Toul añadido a su título.
Con un escrito fechado el 16 de marzo de 1865 el papa Pío IX permitió a los obispos de Nancy seguir utilizando el superhumeral. Se trata de una rara insignia episcopal que consiste en un rectángulo de tela adornado con piedras preciosas que se lleva en el pecho y que utilizan los obispos de Toul desde 1165.
Después de la guerra franco-prusiana, la diócesis perdió los distritos de Sarreburgo y de Château-Salins que pasaron a ser de Alemania y se incorporaron a la diócesis de Metz el 10 de julio de 1874; la diócesis fue compensada con la anexión del distrito de Briey, que seguía siendo francés y que le fue cedido por la propia diócesis de Metz.

### Santos originarios de la diócesis
- San Elifio de Toul, mártir (s. IV);
- San Mansueto de Toul, obispo (s. IV);
- San Auspicio de Toul, obispo (s. V);
- San Apro de Toul, obispo (s. VI);
- San Leudino o Bodón de Toul, obispo, (s. VII);
- San Gauzlino de Toul, obispo (f. 962);
- San Gerardo de Toul, obispo (f. 994);
- Beata Alexia Le Clerc, virgen y fundadora (f. 1622);

## Estadísticas
Según el Anuario Pontificio 2022 la diócesis tenía a fines de 2021 un total de 667 800 fieles bautizados.
| Año                                                                             | Población            | Población | Población      | Sacerdotes | Sacerdotes    | Sacerdotes    | Bautizados por sacerdote | Diáconos permanentes | Religiosos | Religiosos | Parroquias |
| Año                                                                             | Bautizados católicos | Total     | % de católicos | Total      | Clero secular | Clero regular | Bautizados por sacerdote | Diáconos permanentes | Varones    | Mujeres    | Parroquias |
| ------------------------------------------------------------------------------- | -------------------- | --------- | -------------- | ---------- | ------------- | ------------- | ------------------------ | -------------------- | ---------- | ---------- | ---------- |
| 1970                                                                            | 650 000              | 705 413   | 92.1           | 699        | 624           | 75            | 929                      |                      | 107        | 1 279      | 660        |
| 1980                                                                            | 669 000              | 731 000   | 91.5           | 600        | 540           | 60            | 1115                     |                      | 109        | 961        | 644        |
| 1990                                                                            | 662 000              | 726 000   | 91.2           | 487        | 452           | 35            | 1359                     | 2                    | 61         | 795        | 646        |
| 1999                                                                            | 673 000              | 736 000   | 91.4           | 369        | 338           | 31            | 1823                     | 12                   | 36         | 605        | 356        |
| 2000                                                                            | 662 130              | 712 742   | 92.9           | 374        | 334           | 40            | 1770                     | 12                   | 42         | 580        | 358        |
| 2001                                                                            | 652 130              | 712 742   | 91.5           | 360        | 321           | 39            | 1811                     | 11                   | 40         | 543        | 241        |
| 2002                                                                            | 652 130              | 713 779   | 91.4           | 332        | 304           | 28            | 1964                     | 13                   | 30         | 535        | 211        |
| 2003                                                                            | 653 000              | 713 555   | 91.5           | 334        | 305           | 29            | 1955                     | 18                   | 31         | 502        | 211        |
| 2004                                                                            | 655 000              | 713 779   | 91.8           | 316        | 278           | 38            | 2072                     | 18                   | 40         | 500        | 211        |
| 2013                                                                            | 672 000              | 755 200   | 89.0           | 186        | 168           | 18            | 3612                     | 22                   | 19         | 359        | 55         |
| 2016                                                                            | 675 086              | 745 398   | 90.6           | 174        | 157           | 17            | 3879                     | 22                   | 23         | 348        | 55         |
| 2019                                                                            | 666 655              | 733 060   | 90.9           | 157        | 138           | 19            | 4246                     | 28                   | 20         | 270        | 55         |
| 2021                                                                            | 667 800              | 734 400   | 90.9           | 139        | 124           | 15            | 4804                     | 28                   | 16         | 246        | 55         |
| Fuente: Catholic-Hierarchy, que a su vez toma los datos del Anuario Pontificio. |                      |           |                |            |               |               |                          |                      |            |            |            |

## Episcopologio
- Louis-Apollinaire de La Tour du Pin-Montauban † (15 de diciembre de 1777-15 de julio de 1783 renunció[nota 1])
- François de Fontanges † (18 de julio de 1783-15 de diciembre de 1787 renunció[nota 2])
- Anne-Louis-Henri de La Fare † (17 de diciembre de 1787-8 de noviembre de 1816 renunció)[nota 3]
- Antoine-Eustache d'Osmond † (9 de abril de 1802-27 de septiembre de 1823 falleció)
- Charles-Auguste-Marie-Joseph Forbin-Janson † (3 de mayo de 1824-11 de julio de 1844 falleció)
- Alexis-Basile-Alexandre Menjaud † (11 de julio de 1844 por sucesión-26 de septiembre de 1859 nombrado arzobispo de Bourges)
- Georges Darboy † (26 de septiembre de 1859-16 de marzo de 1863 nombrado arzobispo de París)
- Charles-Martial-Allemand Lavigerie † (16 de marzo de 1863-27 de marzo de 1867 nombrado arzobispo de Argel)
- Joseph-Alfred Foulon † (27 de marzo de 1867-30 de marzo de 1882 nombrado arzobispo de Besanzón)
- Charles-François Turinaz † (30 de marzo de 1882-19 de octubre de 1918 falleció)
- Charles Ruch † (19 de octubre de 1918 por sucesión-1 de agosto de 1919 nombrado obispo de Estrasburgo)
- Hippolyte-Marie de La Celle † (18 de diciembre de 1919-27 de agosto de 1930 falleció)
- Etienne-Joseph Hurault † (23 de diciembre de 1930-7 de abril de 1934 falleció)
- Marcel Fleury † (24 de diciembre de 1934-16 de agosto de 1949 falleció)
- Marc-Armand Lallier † (26 de septiembre de 1949-28 de septiembre de 1956 nombrado arzobispo de Marsella)
- Emile-Charles-Raymond Pirolley † (26 de enero de 1957-29 de junio de 1971 falleció)
- Jean Albert Marie Auguste Bernard † (7 de enero de 1972-30 de noviembre de 1991 retirado)
- Jean-Paul Maurice Jaeger (30 de noviembre de 1991 por sucesión-12 de agosto de 1998 nombrado obispo de Arras)
- Jean-Louis Henri Maurice Papin (3 de septiembre de 1999-6 de abril de 2023 retirado)
- Pierre-Yves Michel, desde el 6 de abril de 2023